# 와카 (비디오 게임)
와카(일본어: ワッカ, WACCA)는 마벨러스가 인디 레코드 레이블 HARDCORE TANO*C와 협업하여 개발하고 배급한 일본의 2019년 아케이드 리듬 게임이다.

## 게임플레이
게임의 아케이드 캐비넷은 밖에 원형 터치 패널로 감싸인 원형 디스플레이 스크린을 갖추고 있다. 플레이어는 음표가 원형 화면의 경계에 닿을 때 터치 패널의 일치하는 부분을 탭하며 터치 동작의 타이밍에 따라 플레이어의 최종 점수 기여를 판정한다.
플레이어의 진행 데이터는 세가의 ALL.Net 온라인 서비스를 사용하여 저장되며 세가 아이메와 반다이 남코 바나패스포트 IC 카드를 지원한다.